# Dassault Étendard IV
Dassault Étendard IV là một máy bay tiêm kích tấn công siêu âm sử dụng trên tàu sân bay của Hải quân Pháp.

## Lịch sử
Lịch sử Étendard bắt đầu với hai yêu cầu thiết kế vào đầu thập niên 1950. Một cho máy bay tiêm kích phản lực hạng nhẹ dùng cho Không quân Pháp, và một cho máy bay tiêm kích hạng nhẹ trang bị tiêu chuẩn của không quân NATO. Dassault đã sử dụng những biến đổi của thiết kế cơ bản để sản xuất những nguyên mẫu cho cả hai bản thiết kế này, nó có tên gọi là Étendard II và Étendard VI tương ứng, nhưng không một mẫu nào được đặt hàng. Vào cùng thời gian, công ty đã đưa ra một phiên bản lớn hơn và mạnh hơn (có tên gọi ban đầu là Mystère XXIV) như một sự mạo hiểm.

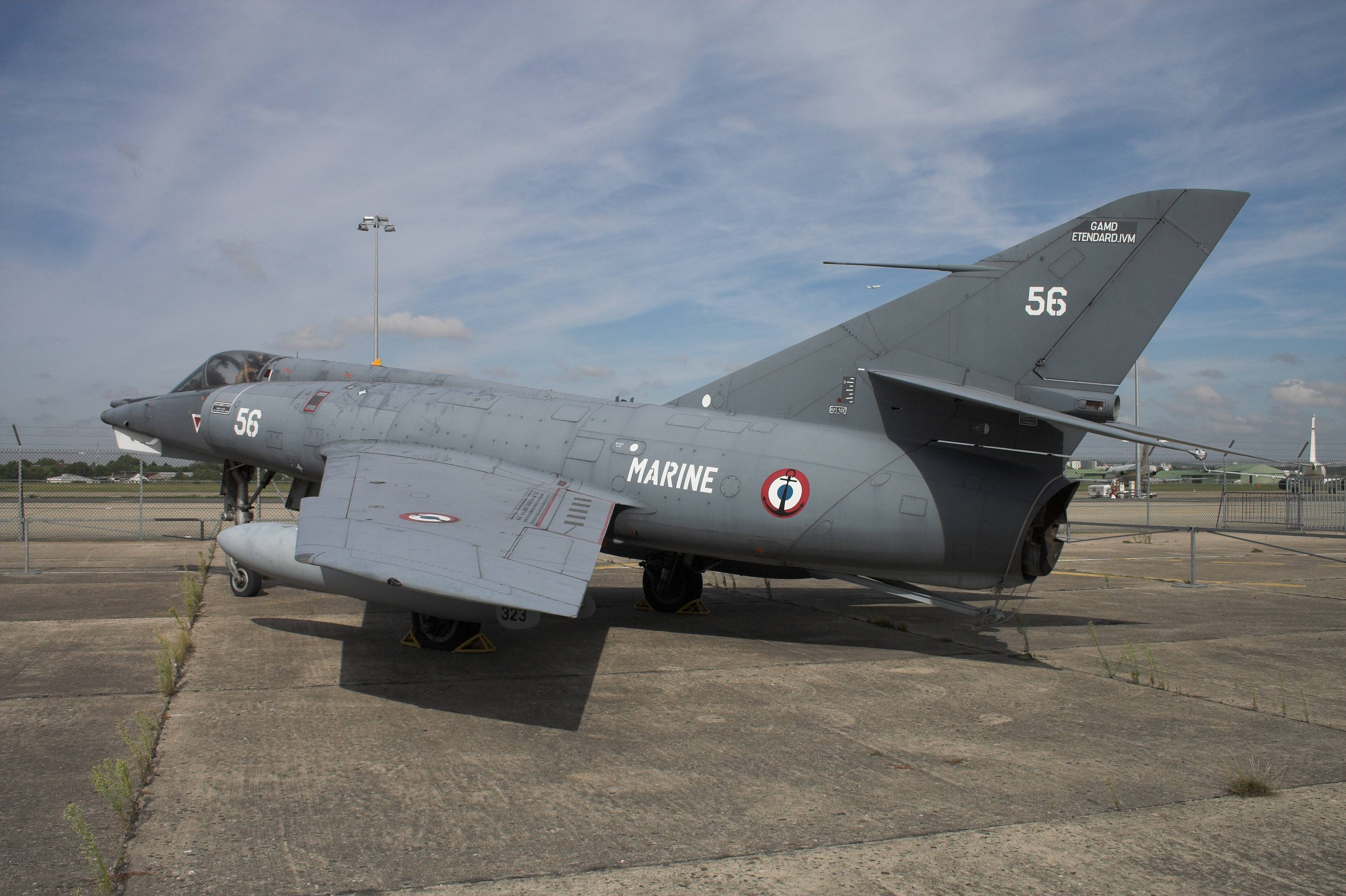
Étendard tại bảo tàng hàng không

Có thể do sự quan tâm từ hải quân, Dassault đã chế tạo một phiên bản nguyên mẫu hải quân, nó thực hiện các chuyến bay thử nghiệm vào năm 1958 và được hải quân đặt mua 69 chiếc, có tên gọi là Étendard IVM và 21 chiếc trinh sát có tên gọi là Étendard IVP. Từ năm 1962, chúng bắt đầu được triển khai trên lớp tàu sân bay Clemenceau mới của Pháp.
Hiệu suất của Étendard IV chưa bao giờ thu hút được sự chú ý ở tốc độ bay siêu âm dưới độ cao thấp. Nó đã có thể đạt đến tốc độ Mach 1.3 tại độ cao 11.000 mét và Mach 0.97 ở độ cao thấp hơn. Vào thập niên 1970 hải quân đã có nhu cầu tìm kiếm một sự thay thế. Cùng lúc, một hy vọng mở ra là phiên bản hải quân của SEPECAT Jaguar, có tên là Jaguar M, nhưng vì những vấn đề chính trị khác nhau giữa Anh-Pháp, Dassault đã tiếp tục phát triển một phiên bản nâng cấp của Étendard, có tên gọi là Super Étendard. Những chiếc Étendard IVM đã được rút khỏi biên chế vào năm 1991, dù một số vẫn tiếp tục hoạt động đến năm 2004.

## Các phiên bản
- Etendard IVB: Nguyên mẫu trang bị đọng cơ Atar 51 và cánh tà.
- Etendard IVM: Phiên bản tiêm kích tấn công một chỗ cho Hải quân Pháp.
- Etendard IVP: Phiên bản trinh sát một chỗ cho Hải quân Pháp.

## Quốc gia sử dụng
- Pháp: Aviation Navale

## Thông số kỹ thuật (Dassault Étendard IVM)

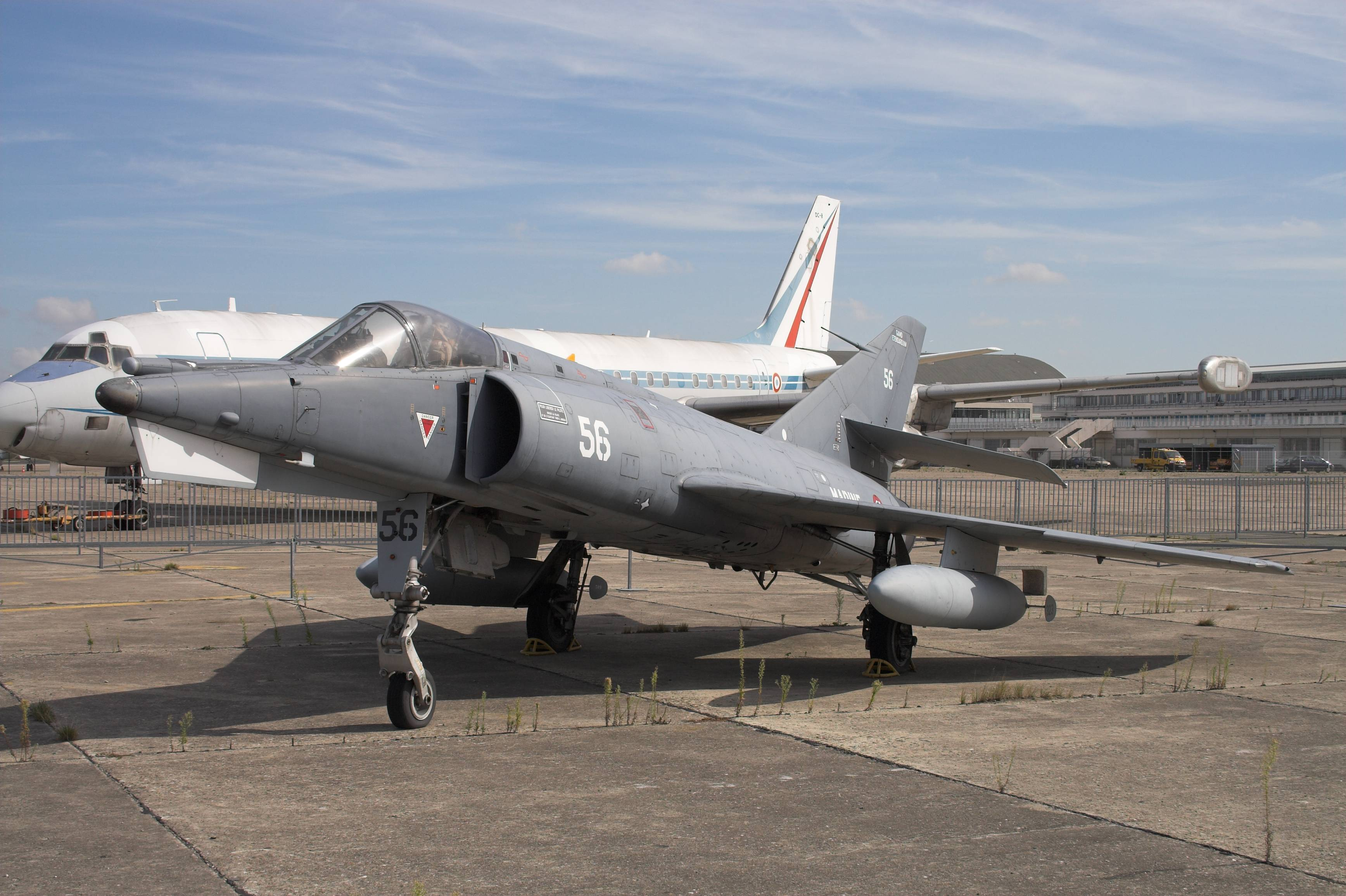
Étendard IVM

### Đặc điểm riêng
- Phi đoàn: 1
- Chiều dài: 14.40 m (47 ft 3 in)
- Sải cánh: 9.60 m (31 ft 6 in)
- Chiều cao: 3.79 m (12 ft 6 in)
- Diện tích cánh: 29 m² (312 ft²)
- Trọng lượng rỗng: 5.900 kg (13.000 lb)
- Trọng lượng cất cánh: 8.170 kg (18.010 lb)
- Trọng lượng cất cánh tối đa: 10.200 kg (22.500 lb)
- Động cơ: 1× SNECMA Atar 8B, 43.16 kN (9.703 lbf)

### Hiệu suất bay
- Vận tốc cực đại: 1.099 km/h (593 knots, 683 mph)
- Tầm bay: 3.300 km (1.800 NM, 2.100 mi)
- Trần bay: 15.500 m (50.900 ft)
- Vận tốc lên cao: 100 m/s (19.700 ft/min)
- Lực nâng của cánh: 282 kg/m² (57 lb/ft²)
- Lực đẩy/trọng lượng: 0.54

### Vũ khí
- 2× pháo tự động 30 mm (1.18 in)
- Bom: 1.360 kg (3.000 lb) bom và rocket

## Nội dung liên quan

### Máy bay có cùng sự phát triển
- Dassault Étendard II
- Dassault Étendard VI
- Dassault Super Étendard

### Máy bay có tính năng tương đương
- A-7 Corsair II
- Blackburn Buccaneer

### Danh sách
- Danh sách máy bay tiêm kích
- Danh sách máy bay quân sự của Pháp

### Trình tự thiết kế
- Étendard: II - IV - VI - Super
- Mystère: IV - Super - XXII - XXIV - XXVI